# インディファティガブル (空母)
インディファティガブル (HMS Indefatigable, R10) は、イギリス海軍の航空母艦。インプラカブル級航空母艦の2番艦。ジョン・ブラウン社クライドバンク造船所で建造された。indefatigableは「不撓不屈」の意。

## 搭載機
| 時期      | 機数 | 搭載機 |
| --------- | ---- | --- |
| 1944年6月 | 48機 | 第820飛行隊（バラクーダ Mk.II×12） 第826飛行隊（バラクーダ Mk.II×12） 第894飛行隊（シーファイア LF.Mk.III×12） 第1770飛行隊（ファイアフライI×12）                                   |
| 1944年8月 | 60機 | 第820飛行隊（バラクーダ Mk.II×12） 第887飛行隊（シーファイア LF.Mk.III×12） 第894飛行隊（シーファイアF III×12） 第1770飛行隊（ファイアフライI×12） 第1840飛行隊（ヘルキャットI×12） |
| 1945年1月 | 59機 | 第820飛行隊（アベンジャーII×21） 第887飛行隊（シーファイアF III×16） 第888飛行隊（ヘルキャットPR II×6） 第894飛行隊（シーファイアL III×16）                                         |
| 1945年1月 | 73機 | 第820飛行隊（アベンジャーII×21） 第887飛行隊（シーファイアF III×24） 第894飛行隊（シーファイアF III×16） 第1770飛行隊（ファイアフライI×12）                                         |
| 1945年3月 | 72機 | 第820飛行隊（アベンジャーII×20） 第887飛行隊（シーファイアF III×22） 第894飛行隊（シーファイアF III×18） 第1770飛行隊（ファイアフライI×12）                                         |
| 1945年7月 | 73機 | 第820飛行隊（アベンジャーII×21） 第887飛行隊（シーファイアF III×15＋L III×9） 第894飛行隊（シーファイアL III×16） 第1772飛行隊（ファイアフライI×12）                                |

## 艦歴
1944年7月、空母「フォーミダブル」、「フューリアス」と共にマスコット作戦（ノルウェー北部のフィヨルド内のドイツ戦艦「ティルピッツ」攻撃）に参加。7月14日にスカパ・フローから出撃し、7月19日に帰投。
8月、タービン作戦、オフスプリング作戦、グッドウッド作戦に参加。タービン作戦はモルデ地域への攻撃で、空母「フューリアス」などと共に8月2日にスカパ・フリーから出撃し8月4日に帰投した。オフスプリング作戦はモルデ地域への航空機による機雷敷設などで、護衛空母「ネイボブ」、「トランペッター」などと共に8月8日にスカパ・フローから出撃し8月11日に帰投した。グッドウッド作戦はドイツ戦艦「ティルピッツ」攻撃で、空母「フォーミダブル」、「フューリアス」、護衛空母「ネイボブ」、「トランペッター」などと共に8月18日にスカパ・フローから出撃し8月29日に帰投した。
9月19日、スカパ・フローからトロムソ攻撃（ディヴァン作戦）へ出撃。しかし、作戦は中止され9月24日に帰投。
1944年11月19日に「インディファティガブル」はイギリスを離れ、地中海とスエズ運河を経由して12月10日にコロンボに着き、東洋艦隊（後の極東艦隊）に編入された。
1945年1月、2度スマトラ島の製油所攻撃に参加した。1つめはレンティル作戦で、「インディファティガブ」ルの他に空母「インドミタブル」、「ヴィクトリアス」が参加した。2つめはメリディアン作戦で、「インディファティガブル」以外は空母「イラストリアス」、「インドミタブル」、「ヴィクトリアス」が参加した。
メリディアン作戦終了後オーストラリアへ向かい、フリーマントル経由で2月10日にシドニーに着いた。2月13日、「インディファティガブル」で火災が発生した。2月27日にシドニーを発ち、マヌス島経由で3月20日にウルシー環礁に到着。これ以後沖縄戦に参加した。
1945年4月1日、沖縄戦での作戦の支援中に日本軍の特攻機が突入し21名の戦死者を出したが、装甲甲板のおかげで5時間後には航空機の運用が可能となった。同年8月15日早朝、東京湾方面を目標とした攻撃隊を発進させる。攻撃隊の戦闘機に搭乗していたフレッド・ホックレー中尉は撃墜されて千葉県長生郡内に降下し、駐屯していた日本陸軍歩兵第426連隊に身柄を拘束され、同日夜に殺害された（一宮町事件）。
また、公式な第二次世界大戦の最後の戦死者は、15日の午前10時過ぎに「インディファティガブル」から化学製品工場を爆撃すべく千葉県長生郡に飛来したグラマンTBF アヴェンジャーが日本軍に撃墜され、乗組員3名が死亡したものだった。
戦後退役したが、1950年に練習艦として再就役した。1956年にスクラップとなった。